# Jan-Eric Speckmann
Jan-Eric Speckmann (* 13. Januar 1995 in Minden) ist ein deutscher Handballspieler.

## Karriere
Der Linksaußen begann das Handballspielen 2001 beim MTV Obernkirchen. Von 2009 bis 2015 war er für GWD Minden aktiv. Dort spielte er nach der Jugend auch für die zweite Mannschaft in der 3. Liga sowie per Doppelspielrecht ab Januar 2015 für Verbandsligist Eintracht Oberlübbe. Zur Saison 2015/16 folgte der Wechsel zu Oberligist LiT Handball. Da der Verein Kooperationspartner des Zweitligisten TuS N-Lübbecke ist, trainierte Speckmann ab dem Sommer 2016 auch in Lübbecke mit und wirkte bereits in Freundschaftsspielen mit. Im Februar 2018 wurde er dann endgültig verpflichtet als der TuS N-Lübbecke einen Ersatz für den Verletzten Tim Remer benötigte. Sein Bundesliga-Debüt feierte er am 25. Februar 2018 im Auswärtsspiel bei der HSG Wetzlar. Nach dem Abstieg in der Saison 2017/18, spielte er mit dem Verein in der Saison 2018/19 in der 2. Bundesliga. 2021 kehrte er mit dem Verein in die Erstklassigkeit zurück. Am Saisonende 2021/22 stieg er mit dem TuS direkt wieder ab.
Im Sommer 2022 wechselte Speckmann zum Zweitligisten VfL Lübeck-Schwartau.